# Chlotrudis Award du meilleur scénario original
Le Chlotrudis Award du meilleur scénario original (Chlotrudis Award for Best Original Screenplay) est une récompense cinématographique américaine décernée depuis 2001 par la Chlotrudis Society for Independent Film lors de la cérémonie annuelle récompensant les meilleurs films indépendants internationaux.
Elle résulte de la division en 2001 du meilleur scénario (Best Original Screenplay) en meilleur scénario original (Best Original Screenplay) et meilleur scénario adapté (Best Adapted Screenplay).

## Palmarès

### Années 2000
- 2001 : Chuck & Buck – Mike White
  - La Couleur du paradis (رنگ خدا) – Majid Majidi
  - Les Cinq Sens (The Five Senses) – Jeremy Podeswa
  - George Washington – David Gordon Green
  - Babylon, USA (Judy Berlin) – Eric Mendelsohn
  - Séquences et conséquences – David Mamet
  - Accords et Désaccords (Sweet and Lowdown) – Woody Allen
  - Tu peux compter sur moi (You Can Count on Me) – Kenneth Lonergan
- 2002 : Mulholland Drive – David Lynch
  - Amours chiennes (Amores perros) – Alejandro González Iñárritu
  - In the Mood for Love (花樣年華) – Wong Kar-wai
  - Our Song – Jim McKay
  - Waking Life – Richard Linklater
  - Yi Yi (一一) – Edward Yang
- 2003 : Donnie Darko – Richard Kelly
  - Adaptation. – Charlie Kaufman et Donald Kaufman
  - Loin du paradis (Far from Heaven) – Todd Haynes
  - Lovely & Amazing – Nicole Holofcener
  - Thirteen Conversations About One Thing – Karen Sprecher et Jill Sprecher
  - Y tu mamá también – Alfonso Cuarón et Carlos Cuarón
- 2004 : Lost in Translation – Sofia Coppola
  - 28 jours plus tard (28 Days Later) – Alex Garland
  - All the Real Girls – David Gordon Green et Paul Schneider
  - L'Homme sans passé (Mies vailla menneisyyttä) – Aki Kaurismäki
  - Love Liza – Gordy Hoffman
  - The Station Agent – Thomas McCarthy
- 2005 : La Trilogie (Cavale, Un couple épatant et Après la vie) – Lucas Belvaux
  - Dogville – Lars von Trier
  - Maria, pleine de grâce (María llena eres de gracia) – Joshua Marston
  - Shaun of the Dead – Simon Pegg et Edgar Wright
  - L'Autre rive (Undertow) – Lingard Jervey, Joe Conway et David Gordon Green
  - Vera Drake – Mike Leigh
  - Wilbur (Wilbur Wants to Kill Himself) – Lone Scherfig et Anders Thomas Jensen
- 2006 : Moi, toi et tous les autres (Me and You and Everyone We Know) – Miranda July
  - Locataires (빈집) – Kim Ki-duk
  - Nos meilleures années (La meglio gioventù) – Sandro Petraglia et Stefano Rulli
  - Les Berkman se séparent (The Squid and the Whale) – Noah Baumbach
  - Wilby Wonderful – Daniel MacIvor
- 2007 : The Proposition – Nick Cave
  - Caché – Michael Haneke
  - Old Joy – Jonathan Raymond et Kelly Reichardt
  - Requiem – Bernd Lange
  - Sorry, Haters – Jeff Stanzler
- 2008 : La Vie des autres (Das Leben der Anderen) – Florian Henckel von Donnersmarck
  - Fay Grim – Hal Hartley
  - Golden Door (Nuovomondo) – Emanuele Crialese
  - Juno – Diablo Cody
  - Linda Linda Linda (リンダ リンダ リンダ) – Kōsuke Mukai, Wakako Miyashita et Nobuhiro Yamashita
- 2009 : 4 mois, 3 semaines, 2 jours (4 luni, 3 săptămâni şi 2 zile) – Cristian Mungiu
  - Be Happy (Happy-Go-Lucky) – Mike Leigh
  - Bons baisers de Bruges (In Bruges) – Martin McDonagh
  - Il y a longtemps que je t'aime – Philippe Claudel
  - Winnipeg mon amour (My Winnipeg) – Guy Maddin
  - The Visitor – Tom McCarthy

### Années 2010
- 2010 : In the Loop – Jesse Armstrong, Simon Blackwell, Armando Iannucci et Tony Roche
  - (500) jours ensemble ((500) Days of Summer) – Scott Neustadter et Michael H. Weber
  - Bad Lieutenant : Escale à La Nouvelle-Orléans (The Bad Lieutenant: Port of Call New Orleans) – William Finkelstein
  - Démineurs (The Hurt Locker) – Mark Boal
  - Still Walking (歩いても 歩いても) – Hirokazu Koreeda
- 2011 : Mother (마더) – Park Eun-kyo et Bong Joon-ho
  - Animal Kingdom – David Michôd
  - Everyone Else (Alle Anderen) – Maren Ade
  - J'ai tué ma mère – Xavier Dolan
  - Le Discours d'un roi (The King's Speech) – David Seidler
  - Night Catches Us – Tanya Hamilton
- 2012 : Poetry (시) – Lee Chang-dong
  - Another Year – Mike Leigh
  - L'Irlandais (The Guard) – John Michael McDonagh
  - Martha Marcy May Marlene – Sean Durkin
  - Week-end (Weekend) – Andrew Haigh
- 2013 :
  - I wish - (奇跡, Kiseki) Hirokazu Koreeda
  - Moonrise Kingdom - Wes Anderson et Roman Coppola
  - Robot and Frank - Christopher D. Ford
  - Safety Not Guaranteed - Derek Connolly
  - Take This Waltz - Sarah Polley